# Deilão
Deilão fut une freguesia portugaise du concelho de Bragance, qui avait une superficie de 41,97 km2 pour une population de 168 habitants en 2011. Densité: 4 hab/km2.
La freguesia de Deilão était constituée des villages de Petisqueira, de Vila Meã et de Deilão. Elle disparut en 2013, dans l'action d'une réforme administrative nationale, ayant fusionné avec la freguesia de São Julião de Palácios, pour former une nouvelle freguesia nommée União das Freguesias de São Julião de Palácios e Deilão.